# Pelistega suis
Pelistega suis es una especie de bacteria gramnegativa del género Pelistega. Fue descrita en el año 2015. Su etimología hace referencia a cerdo. Es anaerobia facultativa e inmóvil. Tiene un tamaño de 0,75 μm de ancho por 1 μm de largo. Catalasa y oxidasa positivas. Forma colonias circulares, lisas y enteras en agar sangre tras 24 horas de incubación. No crece en MacConkey. Temperatura óptima de crecimiento de 37 °C. Se ha aislado de las amígdalas de cerdos y jabalís en España.